# Chevrières (Loira)
Chevrières è un comune francese di 1 067 abitanti situato nel dipartimento della Loira della regione dell'Alvernia-Rodano-Alpi.

## Società

### Evoluzione demografica
Abitanti censiti